# Leptochelia itoi
Leptochelia itoi is een naaldkreeftjessoort uit de familie van de Leptocheliidae. De wetenschappelijke naam van de soort is voor het eerst geldig gepubliceerd in 1985 door Ishimaru.